# Pod Strážnym hrebeňom
Pod Strážnym hrebeňom je národní přírodní rezervace v oblasti Slovenský kras.
Nachází se v katastrálním území obce Plešivec v okrese Rožňava v Košickém kraji. Území bylo vyhlášeno v roce 1966 na rozloze 96,67 ha. Ochranné pásmo nebylo stanoveno.